# Vera Lúcia Gomes-Klein
Vera Lúcia Gomes-Klein és botànica brasilera, professora de la Universitat Federal de Goiás. El seu treball se centra principalment en la taxonomia vegetal, particularment en la flora i la classificació dels espermatòfits.
Administra la Unitat de Conservació de la Universitat Federal de Goiás, que consisteix en un herbari, el Bosc Augusto de Saint Hilaire i la Reserva Biològica Serra Dourada.

## Nom botànic
Ha descrit almenys cinc espècies de meló en el gènere Cayaponia. L'abreviatura estàndard Gomes-Klein s'utilitza per indicar a Vera Lúcia com l'autora quan se cita un nom botànic.